# Efrem Zimbalist

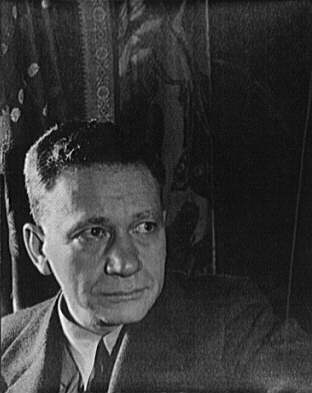
Efrem Zimbalist, fotografiert von Carl van Vechten, 1933

Efrem Zimbalist (* 9. Apriljul. / 21. April 1889greg. in Rostow am Don, Russisches Kaiserreich; † 22. Februar 1985 in Reno, Nevada) war ein US-amerikanischer Komponist, Musikpädagoge und Dirigent russischer Herkunft, sowie einer der bedeutenden Konzertviolinisten des 20. Jahrhunderts.

## Leben
Efrem Zimbalist wurde als Sohn einer jüdischen Familie geboren. Sein Vater, Aaron Zimbalist, war Dirigent des Ukrainischen Opern-Orchesters. Mit fünf Jahren besuchte er die Kaiserliche Musikschule. Bereits im Alter von neun Jahren war er Erster Geiger im Orchester seines Vaters. Mit einem Stipendium trat er mit zwölf Jahren in das Sankt Petersburger Konservatorium ein und wurde von Leopold Auer unterrichtet. Hier gewann er die Goldmedaille für sein Violinspiel und den Anton-Rubinstein-Preis, der mit 1200 Rubel dotiert war. Bereits während seiner Studienzeit gehörte er der Gruppe an, die Kammermusik im Haus des Komponisten Nikolai Rimski-Korsakow spielte.
Nach seinem Abschluss debütierte Zimbalist am 28. Oktober 1907 in Berlin. Sein Vortragsprogramm enthielt: die Chaconne von Tomaso Antonio Vitali, die Legende von Henryk Wieniawski, Harlequin Serenade von Riccardo Drigo, Suite von Christian Sinding und das Violinkonzert von Alexander Glasunow. Damit war seine Zukunft gesichert. Er konzertierte in Wien und London sowie in Osteuropa und Russland. Am 27. Oktober 1911 debütierte Zimbalist in den USA mit dem Boston Symphony Orchestra unter Leitung von Max Fiedler. Es folgten Auftritte in der Carnegie Hall. 1912 spielte er das Konzert von Glasunow unter Leopold Stokowski, der erstmals das London Symphony Orchestra dirigierte.
Am 15. Juni 1914 heiratete Efrem Zimbalist die berühmte amerikanische Sopranistin Alma Gluck, mit der er eine Zeitlang gemeinsam auf Konzertreisen ging. Sie hatten zwei Kinder: eine Tochter, Maria Virginia, und einen Sohn, Efrem Zimbalist, Jr., der ein bekannter Schauspieler wurde, ebenso wie seine Enkeltochter Stephanie Zimbalist. Alma Gluck starb am 27. Oktober 1938.
Im Sommer 1940 bat ihn Mary Louise Curtis Bok, nach Philadelphia zu kommen, um ihrem Curtis Institute of Music Philadelphia wieder „auf die Beine zu helfen“. Er akzeptierte und unterrichtete nicht nur die Geiger, sondern übernahm auch die Verwaltung der Schule. Am 6. Juli 1943 heiratete er die 13 Jahre ältere Witwe Mary Louise Curtis Bok, die Gründerin dieser Musikschule, deren Direktor er dann von 1941 bis 1968 war. Unter seinen über 70 Schülern waren die später bekannten: Jascha Brodsky, Anshel Brusilow, Rafael Druian, Daniel Heifetz, Aaron Rosand, Eudice Shapiro, Oscar Shumsky, Joseph Silverstein, Felix Slatkin, Shmuel Ashkenasi und Toshiya Etô.
1949 beendete Efrem Zimbalist seine Karriere als Violinist, hatte jedoch 1952 einen Wiederauftritt zur Uraufführung eines Violinkonzerts von Gian Carlo Menotti, das ihm gewidmet war. 1955 zog er sich endgültig zurück. 1962 und 1966 war er in der Jury des Tschaikowski-Violinwettbewerbs.
Zu seinen eigenen Kompositionen zählen das Violinkonzert American Rhapsody und die Tondichtung Daphne und Chloe sowie die Fantasien Carmen und Der goldene Hahn nach den Opern von Bizet und Rimski-Korsakow.